# Hongro-Néo-zélandais
Les Hongro-Néo-zélandais sont les citoyens néo-zélandais d'origine hongroise. Leur présence en Nouvelle-Zélande est essentiellement le fait de plusieurs vagues d'immigrations initiée au XIXe siècle. Un très grand nombre d'entre eux et de leurs descendants sont devenues connus ou reconnus, parmi eux nous pouvons citer Marton Csokas.